# Seminario teológico bautista en Hong Kong
El Seminario teológico bautista en Hong Kong (inglés: Hong Kong Baptist Theological Seminary) es un seminario bautista, en Hong Kong, China. Está afiliado a la Convención Bautista de Hong Kong. 

## Historia

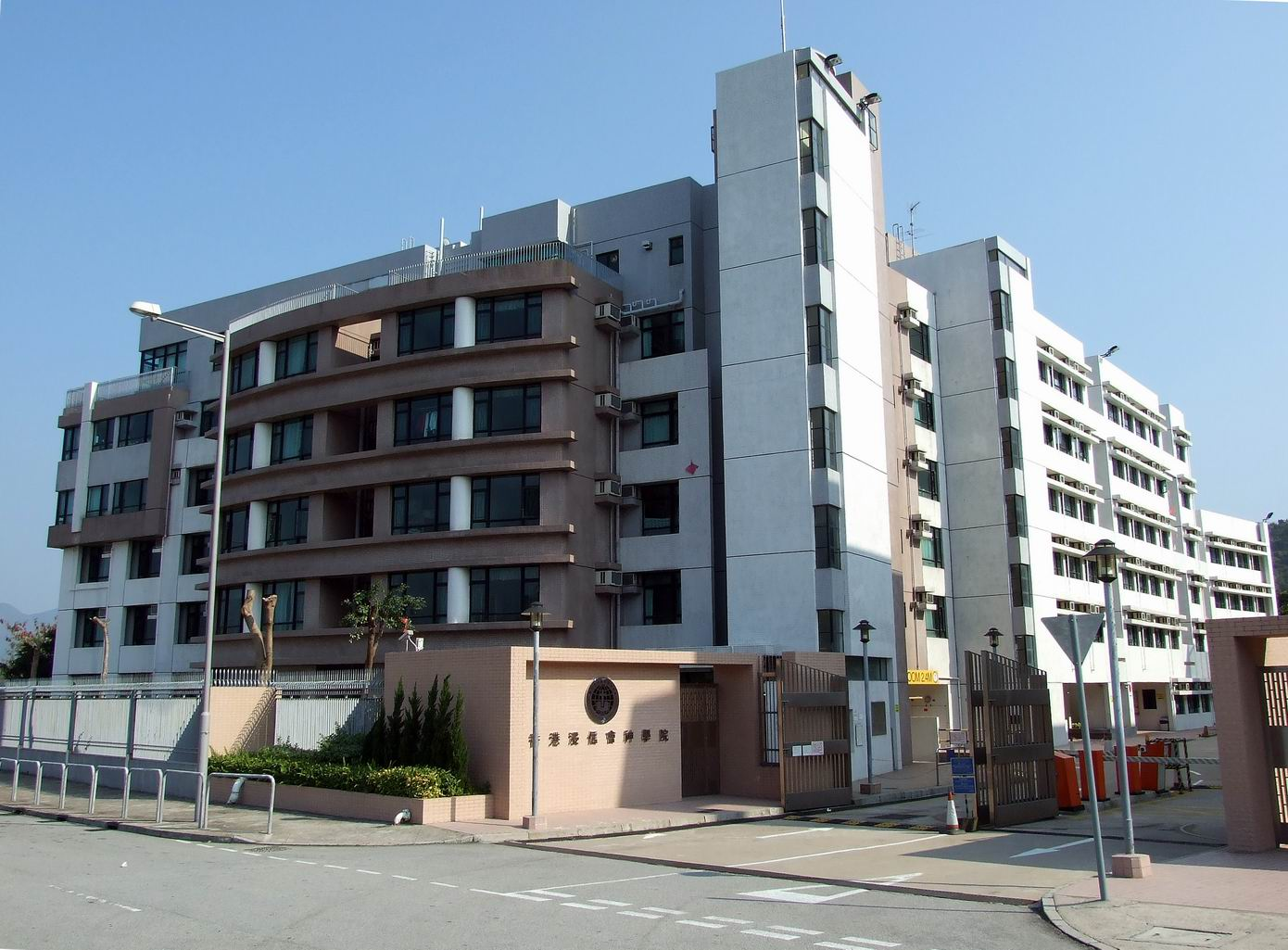
Seminario teológico bautista en Hong Kong, 2008

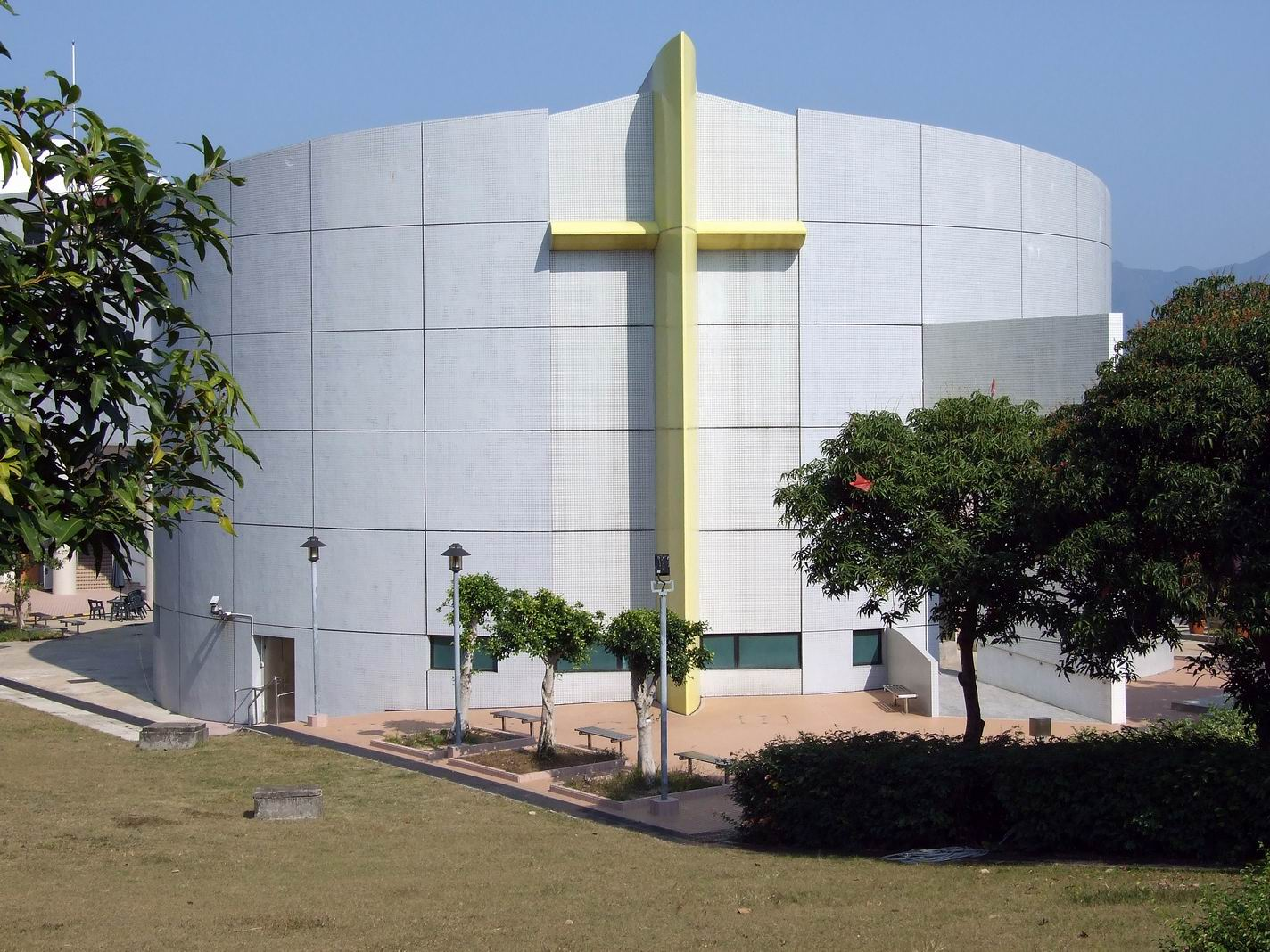
Iglesia del campus, 2008

La escuela fue fundada en 1951 por la Convención Bautista de Hong Kong en las instalaciones de la Iglesia Bautista de la Ciudad de Kowloon. En 1958 inauguró un nuevo campus. En 1999, se trasladó a su edificio actual.